# 高望界国家级自然保护区
高望界国家级自然保护区位于中国湖南省湘西土家族苗族自治州古丈县境内，地处武陵山脉南坡中段，总面积17,169.8公顷，属亚热带山地季风湿润性气候。